# Bonken

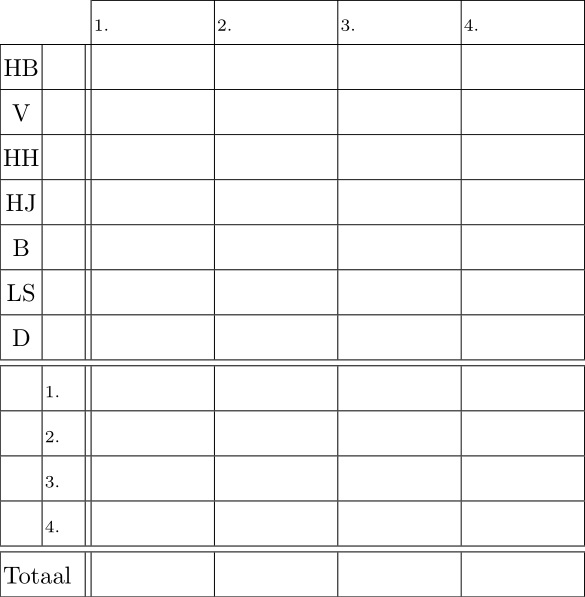
Scoreformulier bonken

Bonken is een kaartspel voor vier personen dat gespeeld wordt met één stok kaarten. Iedereen speelt voor zich. In totaal worden er 11 spelletjes gespeeld, waarbij ieder van de spellen een eigen doel heeft. Het uiteindelijke doel is zo veel mogelijk punten te behalen. De speler die de meeste punten behaalt, is winnaar.
Het is een spel dat met uitzondering van 'Domino' gespeeld wordt op basis van het maken van slagen. De slag is voor degene die de hoogste kaart in de voorgespeelde kleur of, indien van toepassing, de hoogste troef heeft gespeeld. De volgorde van de kaarten is normaal, dus de aas is de hoogste kaart en de 2 de laagste. Kleur bekennen is verplicht. Indien er met troef wordt gespeeld, mag je, als je de gevraagde kleur niet langer kan bekennen, troeven maar dat is niet verplicht. Zowel onder- als overtroeven is toegestaan.
Een van de spelers begint met het schudden van de kaarten en geeft daarna iedere deelnemer 13 kaarten. De speler tegenover de deler mag kiezen welk van de spellen gedaan wordt (zie hieronder voor een beschrijving). Hij mag geen spel kiezen dat al eerder gekozen is. De speler rechts van de deler mag beginnen met dubbelen. Na de uitleg van de verschillende spellen staat de uitleg over dubbelen. De speler links van de deler komt uit. Na de eerste slag speelt degene die de slag heeft gemaakt als eerst voor in de volgende slag. Na ieder spel schudt en deelt degene die links van de vorige deler zit de kaarten.
Zoals gezegd kent ieder van de 11 spellen zijn eigen doel.
Op 9 april 2010 werden in Vught de eerste Nederlandse Bonk Kampioenschappen gehouden. Op 11 november 2011 werden de eerste Europese Bonk Kampioenschappen gehouden.

## Spelregels

### 1e spel
Bukken
Doel is zo weinig mogelijk slagen te maken. Er is geen troef. Iedere slag die een speler maakt, levert 5 minpunten op.

### 2e spel
Hartenjagen
Doel is zo weinig mogelijk hartenkaarten in je slagen te verkrijgen. Er is geen troef. Je mag geen harten voorspelen, tenzij je niet anders kan. Iedere hartenkaart levert 5 minpunten op.

### 3e spel
Herenboeren
Doel is zo weinig mogelijk heren en boeren in je slagen te verkrijgen. Er is geen troef. Iedere heer levert 20 minpunten en iedere boer 10 minpunten op.

### 4e spel
Vrouwen
Doel is zo weinig mogelijk vrouwen in je slagen te verkrijgen. Er is geen troef. Iedere vrouw levert 30 minpunten op.

### 5e spel
Hartenheer
Er is geen troef. Je mag geen harten voorspelen, tenzij je niet anders kan. Hartenheer levert 50 minpunten op.

### 6e spel
Laatste slag
Er is geen troef. Degene die de laatste slag maakt, krijgt 50 minpunten.

### 7e spel
Domino
Alle gespeelde kaarten blijven op tafel liggen. Een speler die aan de beurt is moet (als hij kan) een 8 op tafel leggen OF een kaart leggen die aansluit bij een kaart die al op tafel ligt (ruiten 6 sluit aan op ruiten 7, maar niet op klaver 7 of ruiten 8). Passen kan, maar is alleen toegestaan als een persoon niet KAN. De persoon die de laatste kaart aanlegt krijgt 50 minpunten.

### 8e t/m het 11e spel
Troeven
Elke speler mag een keer 'troeven' kiezen als spel. Hij of zij mag dan de troefkleur bepalen, of kiezen om Sans te spelen (zonder troef). De speler mag geen troefkleur kiezen die al eerder is gekozen. Voor iedere behaalde slag krijg je 10 pluspunten. Er worden dus maar 4 troefkleuren gespeeld van de 5 mogelijkheden.

### Dubbelen
Voordat het gekozen spel gespeeld wordt hebben alle spelers de mogelijkheid om anderen te dubbelen. Zoals gezegd begint de speler rechts van de deler hiermee (daarna met de klok mee de andere spelers). Als je iemand dubbelt, of hij dubbelt jou, wordt het verschil in punten tussen jou en hem bij jou bijgeschreven (dit kunnen dus ook minpunten zijn!). Heb jij iemand gedubbeld en hij jou ook, wordt het verschil tussen jou en hem er twee maal bij jou opgeteld.
Voorbeeld: Jij haalt 40 punten en je hebt iemand gedubbeld die 60 punten heeft gehaald. Het verschil is -20 punten die jij er bij krijgt en hij eraf. Het uiteindelijke resultaat van dit spel wordt dus 20 punten voor jou, en 80 voor de ander.
De persoon die het spel heeft gekozen mag mensen alleen terug dubbelen.
Indien de punten correct zijn verdeeld, moet het puntentotaal over alle vier de spelers aan het einde van het spel op 0 uitkomen (ook als er gedubbeld is), tenzij een van de spelers alle hartenkaarten heeft weten te bemachtigen tijdens het hartenjagen.

## Variant
Deze variant is wat eenvoudiger en heeft de volgende spellen, die ook in deze volgorde gespeeld moeten worden:

### 1e spel
Geen slagen
Doel is zo weinig mogelijk slagen te maken. Er is geen troef. Iedere slag die een speler maakt, levert 10 minpunten op.

### 2e spel
Geen harten
Doel is zo weinig mogelijk hartenkaarten in je slagen te verkrijgen. Er is geen troef. Je mag geen harten voorspelen, tenzij je niet anders kan. Iedere hartenkaart levert 5 minpunten op.

### 3e spel
Geen heren/boeren
Doel is zo weinig mogelijk heren en boeren in je slagen te verkrijgen. Er is geen troef. Iedere heer levert 20 minpunten en iedere boer 10 minpunten op.

### 4e spel
Geen vrouwen
Doel is zo weinig mogelijk vrouwen in je slagen te verkrijgen. Er is geen troef. Iedere vrouw levert 15 minpunten op.

### 5e spel
Geen hartenheer
Er is geen troef. Je mag geen harten voorspelen, tenzij je niet anders kan. Als je niet kan bekennen, dan moet je hartenheer spelen als je die in bezit hebt. Hartenheer levert 45 minpunten op.

### 6e spel
Geen laatste slag
Er is geen troef. Degene die de laatste slag maakt, krijgt 40 minpunten.

### 7e spel
1, 5 of 13 slagen
Er is geen troef. Iedere speler moet proberen 1, 5 of 13 slagen te halen. Als niemand dat lukt, krijgt iedereen 15 minpunten. Als 1 speler er wel in slaagt, krijgt iedere andere speler 20 minpunten. Als 2 spelers erin slagen, krijgen de andere spelers 30 minpunten. Is slechts één speler die zijn doel niet behaalt, dan krijgt hij of zij 60 minpunten.

### 8e t/m het 11e spel
Slagen maken
De speler links van de gever mag de troefkleur bepalen. Hij of zij mag er ook voor kiezen zonder troef te spelen. Voor iedere behaalde slag krijg je 10 pluspunten.
Indien de punten correct zijn verdeeld, moet het puntentotaal over alle vier de spelers op 0 uitkomen.

## De Bredase variant
Deze variant kan worden gespeeld met 3 tot 8 personen.
Aantal kaarten per spel.
Bij 3 personen: Er wordt gespeeld met 51 kaarten. De schoppen 2 wordt terzijde gelegd.
Bij 4 personen: Er wordt gespeeld met 52 kaarten.
Bij 5 personen: Er wordt gespeeld met 50 of 100 (2 spellen) kaarten. De schoppen 2 en de ruiten 2 worden terzijde gelegd.
Bij 6 personen: Er wordt gespeeld met 102 kaarten (2 spellen, de beide schoppen 2 kaarten worden terzijde gelegd.)
Bij 7 personen: Er wordt gespeeld met 98 kaarten (2 spellen). De schoppen 2 en de ruiten 2 en de klaver 2 worden terzijde gelegd.
Bij 8 personen: Er wordt gespeeld met 104 kaarten (2 spellen).
Voor ieder aantal spelers is er een aparte puntentabel (zie onder).
Het spel bestaat uit zeven ronden, die in de volgende volgorde gespeeld moeten worden:

### Eerste ronde
Geen slagen maken.
Er is geen troef. Iedere gemaakte slag levert strafpunten op (zie tabel).

### Tweede ronde
Geen hartenkaarten in de slagen.
Er is geen troef. Men mag niet met een hartenkaart uitkomen, tenzij men niet anders kan. Er moet altijd kleur worden bekend. Is dat niet mogelijk, dan mag een hartenkaart worden gespeeld.
Iedere hartenkaart levert strafpunten op (zie tabel).

### Derde ronde
Geen boeren en heren in de slagen.
Er is geen troef. Iedere boerenkaart en herenkaart levert strafpunten op.

### Vierde ronde
Geen vrouwen in de slagen.
Er is geen troef. Iedere vrouwenkaart levert strafpunten op.

### Vijfde ronde
Geen hartenheer in de slag.
Er is geen troef. Wanneer de hartenheer valt, levert deze strafpunten op.

### Zesde ronde
Bepaalde slagen mogen niet worden gemaakt.
Er is geen troef. Verder mag:
- Bij drie personen de achtste, de dertiende en de zeventiende slag niet gemaakt worden
- Bij vier personen de derde, de achtste en de dertiende slag niet gemaakt worden
- Bij vijf personen de achtste, de dertiende en de twintigste slag niet gemaakt worden
- Bij zes personen de achtste, de dertiende en de zeventiende slag niet gemaakt worden
- Bij zeven personen de derde, de achtste en de veertiende slag niet gemaakt worden
- Bij acht personen de derde, de achtste en de dertiende slag niet gemaakt worden.
Iedere verboden slag levert strafpunten op.

### Zevende ronde
Identiek aan de zesde ronde.

### Terugspelen
Na de zevende ronde mogen de kaarten niet worden geschud.
Zij worden gestapeld en eenmaal gecoupeerd door de speler rechts van de gever. De gever begint met delen bij de speler links van hem.
Er wordt als volgt uitgedeeld
- bij drie personen: 2x3 kaarten, 1 kaart, 2x3 kaarten, 1 kaart, 1x3 kaarten tegelijk
- bij vier personen: 2x4 kaarten, 1x2 kaarten en 1x3 kaarten tegelijk
- bij vijf personen: 2x5 kaarten (bij 50 kaarten) of 2x5 kaarten, 2x3 kaarten, 1x4 kaarten tegelijk (bij 100 kaarten)
- bij zes personen: 2x6 kaarten, 1 kaart en 1x4 kaarten tegelijk
- bij zeven personen: 2x7 kaarten tegelijk
- bij acht personen: 1x8 kaarten, 1x4 kaarten en 1 kaart tegelijk
Troef bepalen.
De speler links van de gever mag bepalen of, en met welke troef er gespeeld wordt. Het is de bedoeling zo veel mogelijk slagen te halen, iedere slag levert positieve punten op.
Andere spelers mogen de speler die de troef mag bepalen, een aanbod doen. Eerst de speler links van de speler die troef mag bepalen, en zo door tot de beurt geheel rondgegaan is. Wil men niets aanbieden, dan zegt men pas. Het bieden gaat door tot er een hele ronde is gepast. Dan moet de speler bepalen welke kleur troef wordt. Wil hij geen troef maken, dan zegt hij sans.
Wil men een aanbod doen aan de troefbepalende speler, dan gaat dit als volgt. Stel dat een speler denkt met ruiten wel 5 slagen te kunnen halen. Hij kan dan besluiten één of twee slagen aan te bieden aan de speler die de troef mag bepalen. Dit doet hij door onzichtbaar voor de anderen een speelkaart aan de troefbepalende speler te tonen. Toont hij bijvoorbeeld ruiten 4, dan zegt hij in het geval hij één slag wil aanbieden: min 3. Biedt hij twee slagen aan, dan zegt hij min 2, etc. Zegt hij niets, dan biedt hij vier slagen aan. Zegt hij min 4 dan bedoelt hij sans.
Let op!
De kleur van de kaart mag niet genoemd worden!
Op deze wijze weten de spelers niet van elkaar welke aanbiedingen er geweest zijn, zodat dit het spel niet kan beïnvloeden.
De speler die troef mag bepalen moet nu een keuze maken. Hierbij mag hij iedere kleur troef maken, ongeacht of deze kleur in een eerdere ronde al troef geweest is. Of hij zegt sans.
Wordt een andere kleur gekozen dan een speler heeft aangeboden, dan vervalt het bod en is de speler niets meer verplicht.
Wordt daarentegen de aangeboden kleur troef, dan is men aan het einde van het spel verplicht het aangeboden aantal slagen aan de troefmakende speler te overhandigen, ook wanneer men het daarvoor benodigde aantal slagen niet heeft gehaald. De troefmakende speler krijgt dus altijd zijn punten, de speler die er niet in slaagde het vereiste aantal slagen te halen krijgt strafpunten voor iedere slag die hij tekortkomt.
De andere spelers tellen hun slagen en krijgen voor iedere gehaalde slag, minus de weggegeven slagen, punten.
Bij de volgende terugspeelronde mogen de kaarten opnieuw niet worden geschud!
Is iedere speler eenmaal troefbepaler geweest, dan is het spel afgelopen. De speler met de meeste positieve punten heeft het spel gewonnen. Het aantal negatieve punten is hierbij altijd gelijk aan het aantal positieve punten. Eindigen twee of meer spelers op hetzelfde puntenaantal, dan moet de superbonk uitkomst brengen.

### Superbonk
De superbonk behelst alle ronden tegelijk. Men mag niet met een hartenkaart uitkomen. Na iedere gespeelde slag worden strafpunten gegeven voor:
- het maken van de slag. Is het een slagnummer uit de zesde of zevende ronde, dan kost dit extra punten!
- voor iedere hartenkaart (hartenboer en hartenheer kosten extra punten!)
- voor iedere boerenkaart (hartenboer kost extra punten!)
- voor iedere herenkaart (hartenheer kost extra punten!)
- voor iedere vrouwenkaart
Men haalt hierbij weer strafpunten. De speler met het grootste aantal negatieve punten is bij het 'superterugspelen' troefbepaler. Er wordt maar eenmaal teruggespeeld. Ook nu mogen de kaarten niet worden geschud. Iedereen mag op de voorgeschreven wijze een aanbod doen.

### Puntentabel
Aantal slagen/kaarten x Aantal punten per slag/kaart.
De punten zijn negatief, behalve bij het terugspelen. Terugspeelslagen leveren altijd 5 positieve punten per slag op.
|                   | 3 spelers | 4 spelers | 5 spelers        | 6 spelers | 7 spelers | 8 spelers |
| ----------------- | --------- | --------- | ---------------- | --------- | --------- | --------- |
| Geen slagen       | 17 x 3    | 13 x 2    | 10 x 2 of 20 x 3 | 17 x 2    | 14 x 3    | 13 x 4    |
| Geen harten       | 13 x 3    | 13 x 3    | 13 x 3 of 26 x 3 | 26 x 3    | 26 x 3    | 26 x 3    |
| Geen heren/boeren | 8 x 5     | 8 x 6     | 8 x 6 of 16 x 6  | 16 x 7    | 16 x 6    | 16 x 7    |
| Geen vrouwen      | 4 x 10    | 4 x 11    | 4 x 10 of 8 x 14 | 8 x 15    | 8 x 14    | 8 x 15    |
| Geen harten heer  | 1 x 18    | 1 x 19    | 1 x 19 of 2 x 23 | 2 x 26    | 2 x 24    | 2 x 22    |
| Verboden slagen   | 3 x 14    | 3 x 14    | 3 x 14 of 3 x 18 | 3 x 19    | 3 x 19    | 3 x 19    |
| Terugspelen       | 17 x 5    | 13 x 5    | 10 x 5 of 20 x 5 | 17 x 5    | 14 x 5    | 13 x 5    |